# محله هوایی کلاین فولز
محله هوایی کلاین فولز (به انگلیسی: Cline Falls Air Park) یک فرودگاه خصوصی است که یک باند فرود خاک دارد و طول باند آن ۹۱۴ متر است. این فرودگاه در شهر ردمند، اورگن کشور ایالات متحده آمریکا قرار دارد و در ارتفاع ۸۹۰ متری از سطح دریا واقع شده‌است.